# 格紋無線鰨
格紋無線鰨為輻鰭魚綱鰈形目鰨亞目舌鰨科的其中一種，為熱帶魚類，分布於西大西洋加勒比海稚烏拉圭半鹹水、海域，棲息深度1-86公尺，體長可達22公分，棲息在沿岸底層水域，生活習性不明。

## 扩展阅读
維基物種上的相關：格紋無線鰨